# رودريك ويلزي
رودريك ويلزي (بالإنجليزية: Roderick Welsh)‏ (1912 في المملكة المتحدة - ) هو لاعب كرة قدم بريطاني في مركز الظهير. لعب مع بورت فايل ونادي بورتسموث ودورهام سيتي ‏.